# Hans-Rudolf Schalcher

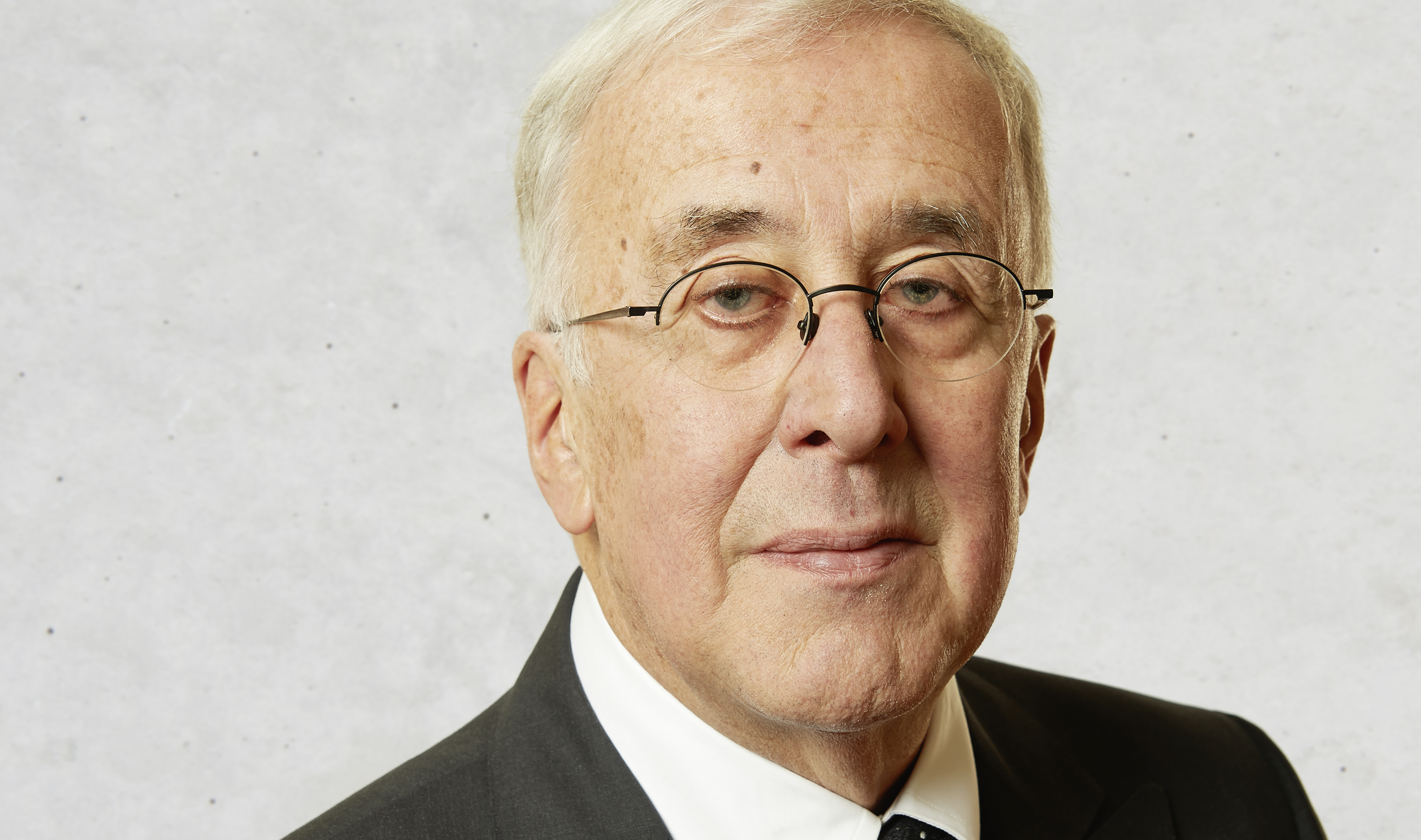
Hans-Rudolf Schalcher (2012)

Hans-Rudolf Schalcher (* 12. Juli 1944 in Winterthur) ist ein Schweizer Bauingenieur und emeritierter Professor an der ETH Zürich.

## Leben
Schalcher studierte von 1963 bis 1968 Bauingenieurwesen an der ETH Zürich. Nach Tätigkeit im Ingenieurunternehmen Basler & Hofmann in Zürich war er von 1973 bis 1979 Wissenschaftlicher Assistent an der ETHZ. 1979 wurde er bei Angelo Pozzi und Ernst Brem mit einer Arbeit über die optimale Gestaltung und Nutzung des Kommunikationssystems für die Verwirklichung eines Bauvorhabens zum Dr. sc. techn. promoviert. Bis 1984 betrieb er das Ingenieurbüro Schalcher & Partner in Zürich, ab 1985 das Ingenieurbüro Dr. H. R. Schalcher.
1990 erhielt Schalcher einen Ruf auf die Professur für Planung und Management im Bauwesen an die Eidgenössische Technische Hochschule Zürich (ETHZ). Er war Gründer und Leiter des Zentrums für Integrierte Planung im Bauwesen der ETH Zürich (ZIPBau) (1993–2006) und Vorsteher des Departements Bau, Umwelt und Geomatik der ETH Zürich (1995–2005). 2009 wurde er emeritiert.

## Wirken
Schwerpunkte der Arbeit von Schalcher sind unter anderem Systems Engineering, Projekt- und Unternehmensmanagement sowie nachhaltiges Bauen und Infrastrukturmanagement. Schalcher hat massgeblichen Anteil an der Umsetzung des Facilitymanagements und Immobilienmanagements in der Schweiz. 
Er hält zahlreiche Beratungsmandate, unter anderem für das Bundesamtes für Verkehr (BAV) und die Holcim Foundation for Sustainable Construction, dessen Stiftungsratsmitglied er ist sowie Mitglied des Technical Competence Center (TCC) der Holcim. Schalcher ist Mitglied des Steuerungsausschusses des Nationalen Forschungsprogramms NFP 54 Nachhaltige Siedlungsentwicklung.
1996 war er Initiator des Beratungsunternehmens pom+ mit Sitz in Zürich, einem Spin-off der ETH Zürich. Er war dessen Verwaltungsratspräsident.

## Schriften
- Immobilienmanagement : Finanzierung und Bewirtschaftung von Geschäftsliegenschaften. WM Wirtschafts-Medien AG, BILANZ, Zürich 2003, ISBN 3-909167-96-9.
- Immobilienmanagement. Handbuch für Immobilienentwicklung, Bauherrenberatung und Immobilienbewirtschaftung. Schulthess, Zürich 2009, ISBN 978-3-7255-5860-5.
- mit Hans-Jakob Boesch; Kathrin Bertschy; Heini Sommer; Dominik Matter; Johanna Gerum: Martin Jakob: Was kostet das Bauwerk Schweiz in Zukunft und wer bezahlt dafür? vdf, Zürich 2011, ISBN 978-3728133977.